# Pallottolino torna dal circo
Pallottolino torna dal circo (Bout-de-Zan revient du cirque) è un cortometraggio muto del 1912 diretto da Louis Feuillade.

## Produzione
Il film fu prodotto dalla Société des Etablissements L. Gaumont.

## Distribuzione
Distribuito dalla Société des Etablissements L. Gaumont, uscì nelle sale cinematografiche francesi il 13 dicembre 1912.